# 藤村拓矢
藤村 拓矢（ふじむら たくや、1987年12月23日 - ）は、日本の俳優。大阪府出身。愛称はフジタク。

## 出演

### 映画
- あなたに逢いたい 〜旅立ったあの人との再会（2014年、監督：加藤大騎） - 大庭茂 役
- あやしい彼女（2016年、監督：水田伸生） - 観客 役
- チャンスの神様（2016年、監督：山田富士夫） - 三崎宙 役
- きみはなにも悪くないよ（2017年、監督：岡元雄作） - 野々村洋平 役
- カメラを止めるな!（2017年、監督：上田慎一郎） - 藤丸拓哉 役
- 正装戦士スーツレンジャー（2018年、監督：上田慎一郎） - 戦闘員チャーチャー 役
- 相対性浪漫飛行（2018年、監督：坂田航） - 石田康成 役
- パラレルワールド・シアター（2019年、監督：堤真矢）
- TOMATOES（2019年2月、監督：望月元気）- 脚本家 役
- SHEEPLE（2019年、監督：田宮夏雄）
- されど青春の端くれ（2019年、監督：森田和樹）
- SHELL and JOINT（2019年、監督：平林勇）
- 温泉シャーク（2024年、監督：井上森人）[3]

### 舞台
- 劇団新世界『ひかり』 - 喜助 役
- Yプロジェクト『地獄門』 - 少年ポール・クローデル 役
- 演劇爆心地 GROUND ZERO『副司令の異常な愛情』（2016年） - 新人隊員 役
- E-Factory『Engage!』（2017年、演出：内田慎二） - 手塚充 役
- 猫ノ手シアター『一念発起』（2017年、演出：フクシマユウキ）- 大川のぼる 役
- 猫ノ手シアター『二律背反』（2018年、演出：フクシマユウキ）- 知多吾郎 役
- 猫ノ手シアター『三日天下』（2019年）

### ウェブドラマ
- カメラを止めるな! スピンオフ ハリウッド大作戦!（2019年3月2日、AbemaTV[注 1]） - 藤丸拓哉 役

### CM
- ペヤング 和風焼き蕎麦 - 料理人 役
- スマホゲーム「キング・オブ・クラッシュ」- 男性客 役

### ドラマCD
- ブカツドー!?～新聞部編～（2014年） - 井上仁紀 役
- GKP～学園孔雀パニック～（2015年） - 関瀬井オトヤ 役